# Agylla subochrea
Agylla subochrea är en fjärilsart som beskrevs av Max Wilhelm Karl Draudt 1919. Agylla subochrea ingår i släktet Agylla och familjen björnspinnare. Inga underarter finns listade i Catalogue of Life.